# بيج مورتون بلاك
بيج مورتون بلاك (بالإنجليزية: Page Morton Black)‏ هي موسيقية أمريكية، ولدت في 27 أكتوبر 1915 في شيكاغو في الولايات المتحدة، وتوفيت في 21 يوليو 2013 في نيو روتشيل في الولايات المتحدة.